# American Racing Series 1988
De 1988 HFC American Racing Series Kampioenschap was het derde kampioenschap van de Indy Lights.

## Teams en rijders
De teams reden met een March 86A-chassis en een 3.5 L Buick V6-motor.
| Team                       | Nr. | Rijder               | Sponsor(s)                                                    | Opmerkingen                                                          |
| -------------------------- | --- | -------------------- | ------------------------------------------------------------- | -------------------------------------------------------------------- |
| Hemelgarn Racing           | 2   | Jeff Andretti        | Kmart / CRC Chemicals                                         | Reed in Milwaukee en Portland                                        |
| Hemelgarn Racing           | 6   | Daniel Campeau       |                                                               | Reed alleen in Miami                                                 |
| Hemelgarn Racing           | 71  | Paul Tracy           |                                                               | Reed niet in Pocono en Nazareth                                      |
| Hemelgarn Racing           | 81  | Jeff Andretti        | U.S. Can / ICI / CIL / Great Lakes Lease / Rain-X / Rose Auto | Reed in Phoenix, Elkhart Lake en Miami                               |
| Hemelgarn Racing           | 81  | Daniel Campeau       |                                                               | Reed alleen in Toronto                                               |
| TEAMKAR Intertnational     | 2   | Franco Scapini       |                                                               | Reed alleen in Miami                                                 |
| TEAMKAR Intertnational     | 3   | Brad Murphey         | Smith Barney                                                  | Reed in Phoenix, Milwaukee, Toronto en Elkhart Lake                  |
| TEAMKAR Intertnational     | 3   | Juan Fangio          | Manliba, Inc.                                                 | Reed in Portland, Cleveland en New Jersey                            |
| TEAMKAR Intertnational     | 4   | Ted Prappas          |                                                               |                                                                      |
| TEAMKAR Intertnational     | 14  | Marty Roth           | JMC Racing                                                    | Reed alleen in Toronto                                               |
| Agapiou Racing             | 3   | Sport Allen          |                                                               | Reed alleen in Miami                                                 |
| Agapiou Racing             | 5   | Guido Dacco          | Filtravedo                                                    | Reed niet in Elkhart Lake                                            |
| Agapiou Racing             | 5   | Mike Groff           |                                                               | Reed alleen in Elkhart Lake                                          |
| Agapiou Racing             | 6   | Mike Groff           | E-Z Wider                                                     | Reed alleen in New Jersey                                            |
| Agapiou Racing             | 6   | Giovanni Fontanasi   |                                                               | Reed in Phoenix, Milwaukee, Portland, Cleveland, Toronto en Mid-Ohio |
| Agapiou Racing             | 6   | Jeff Andretti        |                                                               | Reed alleen in Pocono                                                |
| Bill Simpson Racing        | 7   | Dave Simpson         | Simpson Racing Products                                       | Reed de laatste twee races niet                                      |
| Team Shierson              | 8   | Calvin Fish          | HFC                                                           |                                                                      |
| Performance Motorsports    | 9   | Gary Rubio           | Competition Leasing                                           |                                                                      |
| R & K Racing               | 10  | George Metsos        | Lamplighter Restaurant                                        | Reed in Phoenix, Pocono, Mid-Ohio en Elkhart Lake                    |
| R & K Racing               | 10  | Tommy Byrne          |                                                               | Reed alleen in Cleveland                                             |
| R & K Racing               | 10  | Jimmy Vasser         |                                                               | Reed alleen in New Jersey                                            |
| R & K Racing               | 33  | Steve Barclay        |                                                               | Reed niet in Toronto, Elkhart Lake en Miami                          |
| R & K Racing               | 33  | Scott Harrington     | H Promotions                                                  | Reed alleen in Miami                                                 |
| Ongais Racing              | 11  | Brian Ongais         |                                                               | Reed niet in Nazareth                                                |
| Leading Edge Motorsport    | 12  | Michael Chandler     |                                                               | Reed alleen in Phoenix                                               |
| Leading Edge Motorsport    | 12  | Juan Fangio          | Arciero Wines                                                 | Reed in Pocono, Mid-Ohio, Elkhart Lake, Laguna Seca en Miami         |
| Leading Edge Motorsport    | 12  | Mike Groff           | Paul Mitchell                                                 | Reed alleen in Nazareth                                              |
| Leading Edge Motorsport    | 21  | Mike Snow            | Chaz Cologne / Revlon                                         | Reed niet in Miami                                                   |
| Leading Edge Motorsport    | 21  | Steve Shelton        | Chaz Cologne                                                  | Reed alleen in Miami                                                 |
| Leading Edge Motorsport    | 22  | Dave Kudrave         |                                                               | Reed in Laguna Seca en Miami                                         |
| JMC Racing                 | 14  | John McCracken       |                                                               | Reed alleen in Milwaukee                                             |
| Accel Motorsports          | 14  | Bobby Fix            | Revlon                                                        | Reed alleen in Phoenix                                               |
| Accel Motorsports          | 30  | Bobby Fix            | Autoshow                                                      | Reed in Mid-Ohio en Elkhart Lake                                     |
| ?                          | 16  | Jim Noble            | Nuskin International                                          | Reed in Laguna Seca en Miami                                         |
| C.P. Racing                | 20  | Michael Greenfield   | Greenfield Industries                                         | Reed de laatste zes races                                            |
| Enterprise Racing          | 31  | Jon Beekhuis         | A.B.S.I. / P.I.G. / Say No To Drugs                           |                                                                      |
| Opar Racing                | 50  | Tommy Byrne          |                                                               | Reed niet in Milwaukee en Cleveland                                  |
| Colorado Connection Racing | 98  | Wally Dallenbach jr. | Polyvoltrac                                                   | Reed in Phoenix en New Jersey                                        |
| Colorado Connection Racing | 98  | Paul Dallenbach      | Menards                                                       | Reed in Milwaukee en Portland                                        |

## Races
| Race | Datum        | Circuit                        | Locatie             |
| ---- | ------------ | ------------------------------ | ------------------- |
| 1    | 9 April      | Phoenix International Raceway  | Phoenix, AZ         |
| 2    | 4 Juni       | Milwaukee Mile                 | West Allis, WI      |
| 3    | 19 Juni      | Portland International Raceway | Portland, OR        |
| 4    | 3 Juli       | Grand Prix of Cleveland        | Cleveland, OH       |
| 5    | 17 Juli      | Exhibition Place               | Toronto, ON         |
| 6    | 24 Juli      | Meadowlands Sports Complex     | East Rutherford, NJ |
| 7    | 20 Augustus  | Pocono Raceway                 | Pocono, PE          |
| 8    | 4 September  | Mid-Ohio Sports Car Course     | Lexington, OH       |
| 9    | 11 September | Road America                   | Elkhart Lake, WI    |
| 10   | 25 September | Nazareth Speedway              | Nazareth, PE        |
| 11   | 16 Oktober   | Laguna Seca Raceway            | Monterey, CA        |
| 12   | 6 November   | Tamiami Park                   | Miami, FL           |

## Race resultaten
| Race | Race naam    | Pole positie  | Snelste ronde | Meeste ronden aan de leiding | Winnende rijder    | Winnende team           |
| ---- | ------------ | ------------- | ------------- | ---------------------------- | ------------------ | ----------------------- |
| 1    | Phoenix      | Jeff Andretti | ?             | Paul Tracy                   | Paul Tracy         | Hemelgarn Racing        |
| 2    | Milwaukee    | Dave Simpson  | ?             | Mike Snow                    | Dave Simpson       | Bill Simpson Racing     |
| 3    | Portland     | Tommy Byrne   | ?             | Tommy Byrne                  | Tommy Byrne        | Opar Racing             |
| 4    | Cleveland    | Juan Fangio   | ?             | Juan Fangio                  | Juan Fangio        | Leading Edge Motorsport |
| 5    | Toronto      | Tommy Byrne   | ?             | Tommy Byrne                  | Calvin Fish        | Team Shierson           |
| 6    | New Jersey   | Jon Beekhuis  | ?             | Jon Beekhuis                 | Jon Beekhuis       | Enterprise Racing       |
| 7    | Pocono       | Dave Simpson  | ?             | Michael Greenfield           | Michael Greenfield | C.P. Racing             |
| 8    | Ohio         | Jon Beekhuis  | ?             | Jon Beekhuis                 | Jon Beekhuis       | Enterprise Racing       |
| 9    | Elkhart Lake | Calvin Fish   | ?             | Juan Fangio                  | Juan Fangio        | Leading Edge Motorsport |
| 10   | Nazareth     | Calvin Fish   | ?             | Calvin Fish                  | Calvin Fish        | Team Shierson           |
| 11   | Monterey     | Juan Fangio   | ?             | Juan Fangio                  | Tommy Byrne        | Opar Racing             |
| 12   | Miami        | Juan Fangio   | ?             | Tommy Byrne                  | Tommy Byrne        | Opar Racing             |

## Uitslagen
| Pos | Rijder               | PHX | MIL | POR | CLE | TOR | MWL | POC | MDO | ROA | NAZ | LS | MIA | Punten |
| --- | -------------------- | --- | --- | --- | --- | --- | --- | --- | --- | --- | --- | -- | --- | ------ |
| 1   | Jon Beekhuis         | 16  | 4   | 3   | 4   | 4   | 1*  | 12  | 1*  | 2   | 5   | 2  | 5   | 147    |
| 2   | Tommy Byrne          | 17  |     | 1*  | 6   | 2*  | 3   | 2   | 2   | 10  | 7   | 1  | 1*  | 144    |
| 3   | Dave Simpson         | 4   | 1   | 5   | 3   | 6   | 2   | 3   | 6   | 7   | 4   |    |     | 122    |
| 4   | Calvin Fish          | 2   | 9   | 9   | 2   | 1   | 5   | 7   | 15  | 13  | 1*  | 14 | 3   | 113    |
| 5   | Juan Fangio          |     |     | 2   | 1*  |     | 12  | 4   | 13  | 1*  |     | 3* | 2   | 105    |
| 6   | Ted Prappas          | 5   | 6   | 12  | 8   | 5   | 4   | 5   | 3   | 3   | 10  | 6  | 6   | 103    |
| 7   | Gary Rubio           | 12  | 7   | 8   | 10  | 8   | 7   | 6   | 4   | 4   | 12  | 4  | 4   | 83     |
| 8   | Mike Snow            | 7   | 2*  | 14  | 7   | 9   | 9   | 11  | 11  | 8   | 3   | 5  |     | 70     |
| 9   | Paul Tracy           | 1*  | 15  | 4   | 11  | 14  | 13  |     | 5   |     | 6   | 8  | 14  | 58     |
| 10  | Guido Dacco          | 6   | 10  | 6   | 5   | 3   | 6   | 13  | 14  |     | 11  | 13 | 16  | 53     |
| 11  | Brian Ongais         | 11  | 5   | 7   | 13  | 12  | 14  | 8   | 8   |     | 6   | 10 | 13  | 40     |
| 12  | Michael Greenfield   |     |     |     |     |     |     | 1*  | 12  | 15  | 9   | 7  | 15  | 32     |
| 13  | Steve Barclay        | 18  | 8   | 10  | 12  |     | 11  | 9   | 9   |     | 8   | 11 |     | 26     |
| 13  | Mike Groff           |     |     |     |     |     | 15  |     |     | 5   | 2   |    |     | 26     |
| 15  | Wally Dallenbach jr. | 3   |     |     |     |     | 8   |     |     |     |     |    |     | 19     |
| 16  | Giovanni Fontanasi   | 9   | 13  | 13  | 9   | 7   |     |     | 10  |     |     |    |     | 17     |
| 17  | George Metsos        | 8   |     |     |     |     |     | 10  | 7   | 11  |     |    |     | 16     |
| 18  | John McCracken       |     | 3   |     |     |     |     |     |     |     |     |    |     | 14     |
| 19  | Brad Murphey         | 10  | 12  |     |     | 10  |     |     |     | 12  |     |    |     | 8      |
| 20  | Daniel Campeau       |     |     |     |     | 13  |     |     |     |     |     |    | 7   | 6      |
| 21  | Jeff Andretti        | 14  | 11  | 11  |     |     |     | 14  |     | 14  |     |    | 17  | 5      |
| 21  | Scott Harrington     |     |     |     |     |     |     |     |     |     |     |    | 8   | 5      |
| 21  | Dave Kudrave         |     |     |     |     |     |     |     |     |     |     | 12 | 9   | 5      |
| 24  | Jim Noble            |     |     |     |     |     |     |     |     |     |     | 9  | 18  | 4      |
| 24  | Bobby Fix            | 13  |     |     |     |     |     |     | 16  | 9   |     |    |     | 4      |
| 26  | Steve Shelton        |     |     |     |     |     |     |     |     |     |     |    | 10  | 3      |
| 26  | Jimmy Vasser         |     |     |     |     |     | 10  |     |     |     |     |    |     | 3      |
| 28  | Marty Roth           |     |     |     |     | 11  |     |     |     |     |     |    |     | 2      |
| 28  | Franco Scapini       |     |     |     |     |     |     |     |     |     |     |    | 11  | 2      |
| 30  | Sport Allen          |     |     |     |     |     |     |     |     |     |     |    | 12  | 1      |
| 31  | Michael Chandler     | 15  |     |     |     |     |     |     |     |     |     |    |     | 0      |
| 31  | Paul Dallenbach      |     | 14  | 15  |     |     |     |     |     |     |     |    |     | 0      |
| Pos | Rijder               | PHX | MIL | POR | CLE | TOR | MWL | POC | MDO | ROA | NAZ | LS | MIA | Punten |

| Kleur       | Resultaat                       |
| ----------- | ------------------------------- |
| Goud        | Winnaar                         |
| Zilver      | 2de plaats                      |
| Brons       | 3de plaats                      |
| Groen       | 4de en 5de plaats               |
| Lichtblauw  | 6de–10de plaats                 |
| Donkerblauw | Gefinisht (buiten de Top 10)    |
| Paars       | Niet gefinisht                  |
| Rood        | Niet gekwalificeerd (DNQ)       |
| Bruin       | Teruggetrokken (Wth)            |
| Zwart       | Gediskwalificeerd (DSQ)         |
| Wit         | Niet Gestart (DNS)              |
| Blank       | Nam geen deel aan de race (DNP) |
| Blank       | Niet geracet                    |

| Toegevoegde info    |                                                      |
| vet                 | Pole positie (1 punt)                                |
| cursief             | Snelste ronde                                        |
| *                   | Meeste ronden aan de leiding (2 punten)              |
| 1                   | Kwalificatie geannuleerd geen bonuspunten uitgedeeld |
| Rookie van het Jaar |                                                      |
| Rookie              |                                                      |

| Kleur       | Resultaat                       |
| ----------- | ------------------------------- |
| Goud        | Winnaar                         |
| Zilver      | 2de plaats                      |
| Brons       | 3de plaats                      |
| Groen       | 4de en 5de plaats               |
| Lichtblauw  | 6de–10de plaats                 |
| Donkerblauw | Gefinisht (buiten de Top 10)    |
| Paars       | Niet gefinisht                  |
| Rood        | Niet gekwalificeerd (DNQ)       |
| Bruin       | Teruggetrokken (Wth)            |
| Zwart       | Gediskwalificeerd (DSQ)         |
| Wit         | Niet Gestart (DNS)              |
| Blank       | Nam geen deel aan de race (DNP) |
| Blank       | Niet geracet                    |

| Toegevoegde info    |                                                      |
| vet                 | Pole positie (1 punt)                                |
| cursief             | Snelste ronde                                        |
| *                   | Meeste ronden aan de leiding (2 punten)              |
| 1                   | Kwalificatie geannuleerd geen bonuspunten uitgedeeld |
| Rookie van het Jaar |                                                      |
| Rookie              |                                                      |

| Positie | 1  | 2  | 3  | 4  | 5  | 6 | 7 | 8 | 9 | 10 | 11 | 12 |
| ------- | -- | -- | -- | -- | -- | - | - | - | - | -- | -- | -- |
| Punten  | 20 | 16 | 14 | 12 | 10 | 8 | 6 | 5 | 4 | 3  | 2  | 1  |

1986 ·
1987 ·
1988 ·
1989 ·
1990 ·
1991 ·
1992 ·
1993 ·
1994 ·
1995 ·
1996 ·
1997 · 
1998 ·
1999 ·
2000 ·
2001 ·
2002 ·
2003 ·
2004 ·
2005 ·
2006 ·
2007 ·
2008 ·
2009 ·
2010 ·
2011 ·
2012 ·
2013 ·
2014 ·
2015 ·
2016 ·
2017 ·
2018 ·
2019 ·
2020 ·
2021 ·
2022 ·
2023 ·
2024 ·
2025

Lijst van coureurs